# 北海道道692号角田栗山停車場線
北海道道692号角田栗山停車場線（ほっかいどうどう692ごう かくたくりやまていしゃじょうせん）は、北海道夕張郡栗山町内を結ぶ一般道道（北海道道）である。

## 概要

### 路線データ
- 起点：北海道夕張郡栗山町角田（国道234号交点）
- 終点：北海道夕張郡栗山町中央（JR北海道 室蘭本線 栗山駅）
- 路線延長：5.9km

## 歴史
- 1971年（昭和46年）3月31日 路線認定[1]。

## 地理

### 通過する自治体
- 空知総合振興局
  - 夕張郡栗山町

### 交差する道路
栗山町
- 国道234号 - 角田（起点）
- 北海道道874号朝日桜丘線 - 中央

### 沿線にある施設など
栗山町
- 角田郵便局 - 角田11-1
- JR北海道 室蘭本線 栗山駅 - 錦4丁目